# Сайто Досан
Сайто Досан (яп. 斎藤 道三 сайто: до:сан, 1494? — 28 мая 1556) — самурайский полководец средневековой Японии периода Сэнгоку. Губернатор (даймё) провинции Мино (современная префектура Гифу). Настоящее имя — Сайто Хидэтацу. Буддийское имя — Досан. Известен под прозвищем «гадюка», полученному за измену сюзерена и частое использование военных хитростей.

## Биография
Вместе с Ходзё Соуном и Мацунагой Хисахидэ, Сайто Досан является одним из трёх наиболее негативных персонажей периода Сэнгоку, так называемых «стервятников».
Изначально Досан был продавцом масла из Киото и называл себя именами «Мацуба» и «Нисимура». Благодаря успешной торговле он устроился на службу к губернаторам провинции Мино — роду Токи. Досан стал самураем и унаследовал собственность местного рода Нагаи, сменив своё имя на «Нагаи Норихидэ».
В 1538 году должность губернатора Мино стала вакантной. Её должен был занять Токи Ёринори, представитель рода губернаторов, но в оппозицию к нему стал мощный род Сайто, главенство в котором, благодаря подкупу и махинациям, перешло к Досану. В 1551 году борьба между родами Токи и Сайто завершилась победой последних. Токи Ёринори, законный губернатор, был изгнан из провинции, а Сайто занял его резиденцию в замке Инабаяма и подчинил себе Мино.
Основным внешним врагом Сайто Досана был род Ода из провинции Овари (современная префектура Айти). В 1547 году Досан разбил войска Оды Нобухидэ в битве при Каногути. Желая прекратить нападения извне, Сайто заключил с Одой союз, выдав замуж свою дочь Но-химэ за сына Оды Нобухидэ — Нобунагу.
Позже Сайто передал наследство и должность главы рода своему сыну, Сайто Ёситацу, а сам стал монахом и принял имя «Досан». По преданию, это имя, которое можно перевести как «три пути», символизировало три карьеры, которые прошёл Досан — торговец, самурай и монах.
В 1555 году между Досаном и Сайто Ёситацу вспыхнул конфликт. В следующем году отец и сын встретились в битве на реке Нагара, в которой победил Ёситацу. Подкрепление Оды Нобунаги не успело прийти на помощь Досану.
Существует две гипотезы, которые объясняют причины войны между отцом и сыном. Согласно первой, Сайто Ёситацу не был родным сыном Досана, а был сыном изгнанного губернатора Токи Ёринари и наложницы, которая перешла к Досану. Соответственно, конфликт трактуется как месть Сайто Ёситацу за страдания настоящего отца. Вторая гипотеза не исключает родственной связи между Досаном и сыном, но отмечает стремление вассалов рода Сайто свергнуть Досана. Соответственно, внутренняя война является делом рук подчинённых Сайто Ёситацу, которые настроили его против отца.
Могила Сайто Досана находится в храме Дзёдзай-дзи города Гифу префектуры Гифу. Там же хранится его портрет и печать с надписью «Сайто Ямасиро» (斎藤山城).